# دم‌پارویی سرکبود
دم‌پارویی سرکبود(نام علمی: Prioniturus platenae) نام یک گونه از سرده دم‌پارویی است.